# Ampul (medisch)

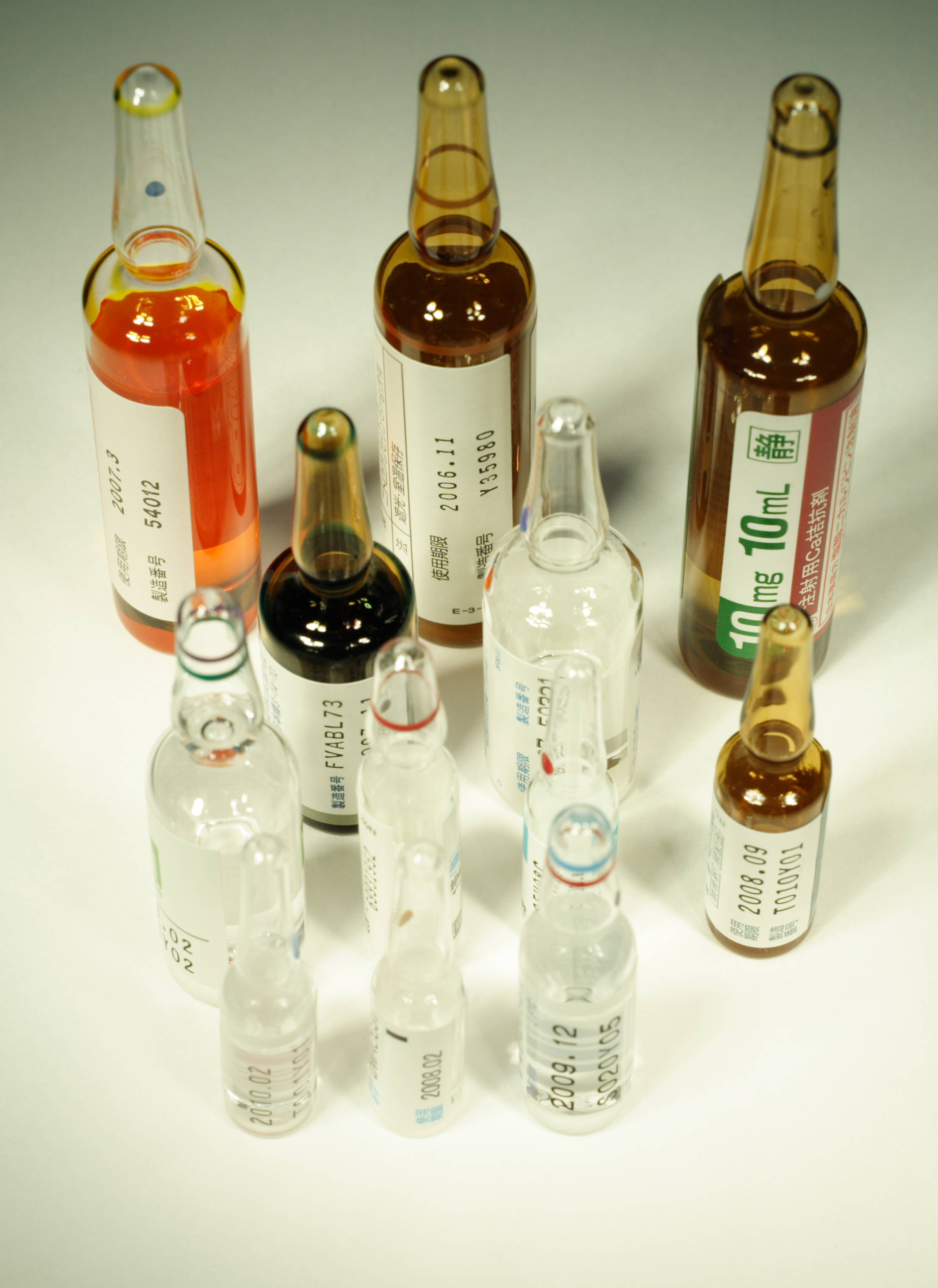
Ampullen

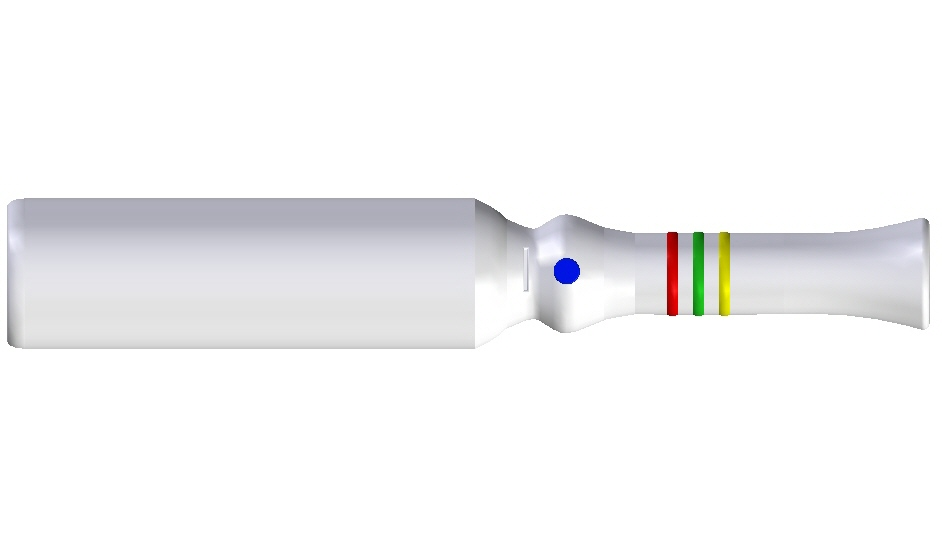
Ampul met OPC-cut en punt (color coderingen ter identificatie)

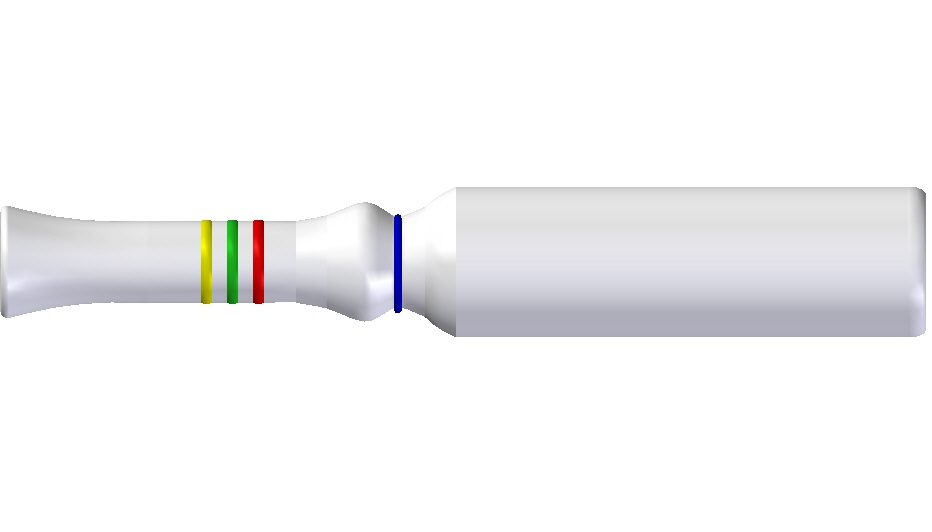
Ampul met color breakring en color ring ter identificatie

Een ampul is een glazen of plastic container waarin men voornamelijk medicijnen bewaart.

## Ampulproductie
Ampullen worden gemaakt van glazen buizen, die een specifieke diameter hebben. Bekende leveranciers van deze buizen zijn Schott, NAFVSM, Nipro, Kimble en Bormioli. Deze buizen worden aan de ampulfabrikant geleverd, die ze de uiteindelijke vorm geeft door deze buizen in een carrousel te plaatsen. Een carrousel heeft een vast aantal posities (30, 32, 36) en door rotatie van de buis en het toevoegen van hitte (door middel van vlammen) wordt een specifieke vorm verkregen. Nadat de vorm verkregen is, worden de ampullen verder verwerkt op een productielijn. Hier gaan zij door een ontspanningsoven, wordt OPC, scorering of een color breakring aangebracht (al dan niet met kleurcodering ter identificatie) en eventueel wordt een opschrift aangebracht. Vaak wordt visuele controle uitgevoerd waarna de ampullen verpakt worden voor verscheping.

## OPC en color breakring
Hier worden de verdere bewerkingen uitgevoerd zoals het aanbrengen van de OPC of color breakring. OPC en color breakring worden gebruikt om de ampul te openen. Dit kan plaatsvinden door een kras in het glas te maken waardoor het breekt bij het uitoefenen van kracht. Een punt wordt boven de kras aangebracht ter herkenning. Na het openen van de ampul kan men het medicijn toedienen. Een color breakring is een ring die op de ampul aangebracht wordt. Het materiaal van deze ring heeft een lagere uitzettingscoëfficiënt dan het glas, waardoor er spanningen optreden. Door het uitoefenen van kracht zal de ampul breken. Ook met deze methode kan men na het openen het medicijn toedienen. 
De basisvormen van de verschillende ampullen staan beschreven in DIN/ISO 9187.